# Henri Colpi
Henri Colpi (n. 15 iulie 1921, Brigue, Cantonul Valais, Elveția – d. 14 ianuarie 2006, Menton, Provence-Alpes-Côte d'Azur, Franța) a fost un scenarist și regizor francez de film și televiziune.

## Biografie
Una dintre figurile proeminente ale cinematografiei franceze postbelice. Colpi a lucrat mai ales ca monteur (treizeci de filme, dintre care cele mai cunoscute sunt Hiroshima, dragostea mea (1959) și Anul trecut la Marienbad (1961) - ambele regizate de  Alain Resnais). A regizat Une aussi longue absence în 1961  care a câștigat Palme d'Or la Festivalul de Film de la Cannes.

## Filmografie

### Regizor
- 1961 Absență îndelungată (Une aussi longue absence)
- 1963 Codin - bazat pe un roman omonim de Panait Istrati
- 1966 Steaua fără nume – bazat pe piesa de teatru omonimă de Mihail Sebastian
- 1967 Symphonie Nr. 3 Es-Dur opus 55 (Eroica) von Ludwig van Beethoven (documentar, 1967)
- 1970 Fericit cel care ca Ulise...
- 1973 Insula misterioasă (L'île mystérieuse)

### Scenarist
- 1966 Steaua fără nume – împreună cu Alexandru Mirodan

## Legături externe
- Henri Colpi la Internet Movie Database
- http://www.cinemagia.ro/actori/henri-colpi-8223/